# 一柳忍
一柳 忍（いちやなぎ しのぶ、1952年5月26日 - 、国際名：Shan Ichiyanagi（シャン イチヤナギ））は、キャンディーアーティスト・マーシャルアーティスト・ジュエリーデザイナー(マルチアーティスト)としてアメリカを中心に世界で活躍している。ニックネームは”Shan The Candyman", "Shan the Candy Sculptor",
"Shan the Candy Artist"等。
作家の佐野正幸は札幌光星高等学校の同級生で、一柳が渡米の際、羽田空港まで見送りに来てくれた竹馬の友である。

## 略歴

### 生い立ち
両親、一柳修・みやこの次男として誕生。1971年札幌光星高等学校を卒業。
アメリカの文化とアメリカンドリームを夢見て渡米、ロサンゼルスにて従姉の和子・スミスとその夫ジョン・スミス（スポンサー）の元で暮らし始める。

### 学歴
1971年、札幌光星高等学校卒業と共に親戚のあるロサンゼルスへ渡米。インターナショナルビジネスの勉強に専念する為 同年、Reseda High School  (リシーダハイスクール)入学。
1972年、Los Angeles Valley College (ロサンゼルスバレー短大)入学。
1974年、CSUN (California State University Northridge) 入学 、その後中退。

### 武道歴
- 幼少より武道に専念、日本の精神と肉体のバランスを志し、17歳まで修行に努める。1970年の三島由紀夫事件を期に、日本人としての武士道精神と生死の持つ美を探求し、その生き方に強い影響を受ける [2]。
- 小学3年（8歳）から柔道を学び、中学では少林流空手を学ぶ。
- 高校（15歳）より少林寺拳法を北海道芝道院にて宗道臣に師事し修行を積み黒帯習得。
- 1971年(19歳）、渡米と共にサンフェルナンド・バレーのカルフォルニア空手協会で師範藤島廣安の元修行に励み、師範代を務める。その間金澤弘和、そしてその恩師である中山正敏に師事を得、黒帯習得。
- 1972年よりYMCA、ロサンゼルスバレー短大、カルフォルニア州立大学[4]、リシーダ本部道場 [6] にて藤島廣安のもと指導に努める。ロサンゼル短大体育科では、ローマン教授の依頼でベニー・ユキーデとパートナーを組み指導にあたる[1]。
- 1992年、武道の集大成として40歳を期に真剣道を小幡利城に師事し黒帯習得。

### 飴細工歴
1971年、リシーダ高校の英語学部で、同クラスの寺沢政次に出会い師事し、3年間の飴細工(キャンデイーアート)の修行に励む。寺沢は後世の飴細工の恩師となる。
1973年、寺沢政治に弟子入りする。3年の見習いを終えプロの飴細工師として活動を始める。
1978年以降、プライベートパーティー専門のエンターテイメントとなり、現在はセレバティー を専門に米国を中心として 活躍している。
2016年、3月3日放送のテレビ朝日「グッド!モーニング」にて、交友のあるアメリカ次期大統領候補（当時）ドナルド・トランプの知られざる素顔について証言。日本メディアの取材を一切拒否するトランプ氏に唯一接触した日本人として独占インタビューを受ける。
2016年、10月10日放送のジェイコム札幌、「札幌人図鑑」（第1214回）に凱旋出演、第45代アメリカ大統領ドナルド・トランプとの交流や、北海道の未来へ向けての世界的展望について熱く語る。
2018年12月、お騒がせセレブとして有名なキム・カーダシアンのクリスマスパーティーに出演、キムが撮影した一柳のアメ細工の動画をキム自身のツイッターに投稿した途端ブレイク、2019年日本にまで飛び火し、日本でのテレビ出演依頼が相次いだ。
2019年2月15日、テレビ東京「所さんの学校では教えてくれないそこんトコロ!」出演、番組コーナーの「3分で完成、超高速アート」にてユニコーンを披露、
2019年6月9日、読売テレビ「グッと!地球便」 出演、ニューヨークでのパフォーマンスやロサンゼルス自宅でのインタビュー、札幌にいる92歳の母親に対する想いや交流が放送された。
2020年3月、世界的なコロナ感染拡大による全米ロックダウンにより、一切の活動停止を余儀なくされる。パーティーやイベントどころか、普段の外出もままならぬ状態の中、これを機に今まで案を練り上げて来た北海道の国際的な発展の構想計画に着手、約２年に渡る独自の調査や情報収集が功を成し、パンデミック解除後の2022年には北海道観光応援隊に就任した。
2023年11月、北海道大学平成遠友夜学校での講演の為来日、その間エスコンフィールドHOKKAIDOや半導体工場Rapidus等を視察し、更なる構想を打ち立てる。この際の一柳の一連の行動が道民経済雑誌「月刊クォリティ」に４ページの特集で掲載され、北海道経済界の活性化の起爆剤となった。

### 宝石鑑定歴
宝石鑑定士の資格を取得する。最高級の飴細工と宝石の美しさには共通点が有る事に気づく。鑑定という能力を、美しい物を作り出すことに生かす。
30歳を期に米国宝石学会の G.G.を習得する。(GIA 会員保持者) 
1982年、De Shan Gem International をロサンゼルスにオープン、卸/小売業に専念し、宝石の新境地を築こうとするが、経験不足により断念/倒産。
2010年、Royal Uthando LLC を 設立。
同年、3DESIGN CAD Software V6 を習得。
2011年、*3DESIGN CAD Software V7を習得。
2013年、スギライトの正当評価と理解を普及させる為の活動、プロジェクト" S 1000 "をスタート。